# Amphitheater von El Djem
Das Amphitheater von El Djem ist das besterhaltene Amphitheater Nordafrikas und mit einem Fassungsvermögen von geschätzt 35.000 Zuschauern nach dem von Karthago auch das zweitgrößte. Seine Ruinen befinden sich in der Stadt El Djem in Mitteltunesien, wo sich die antike Stadt Thysdrus befand. Es gehört seit 1979 zum UNESCO-Weltkulturerbe.

## Architektur

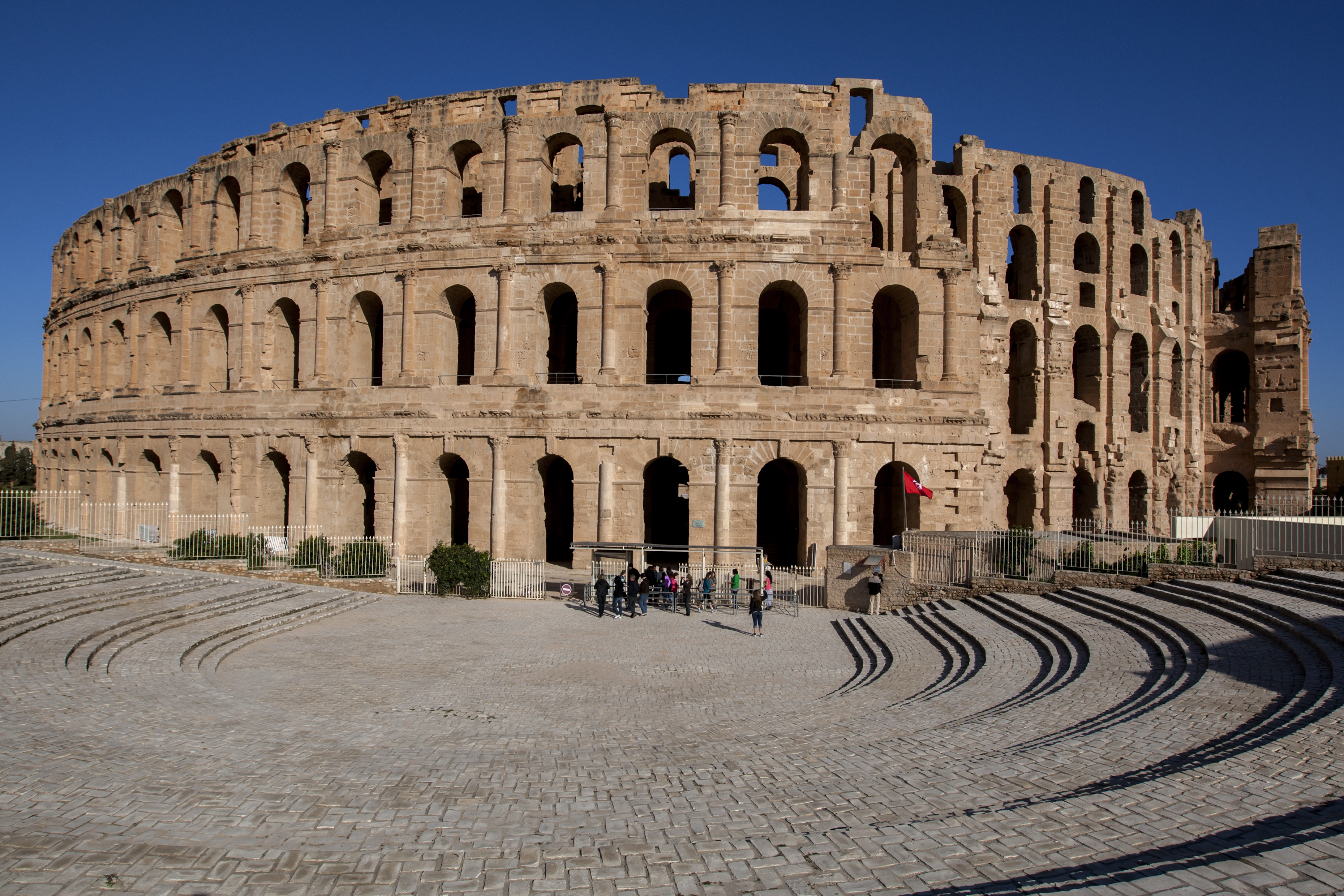
Äußere Fassade

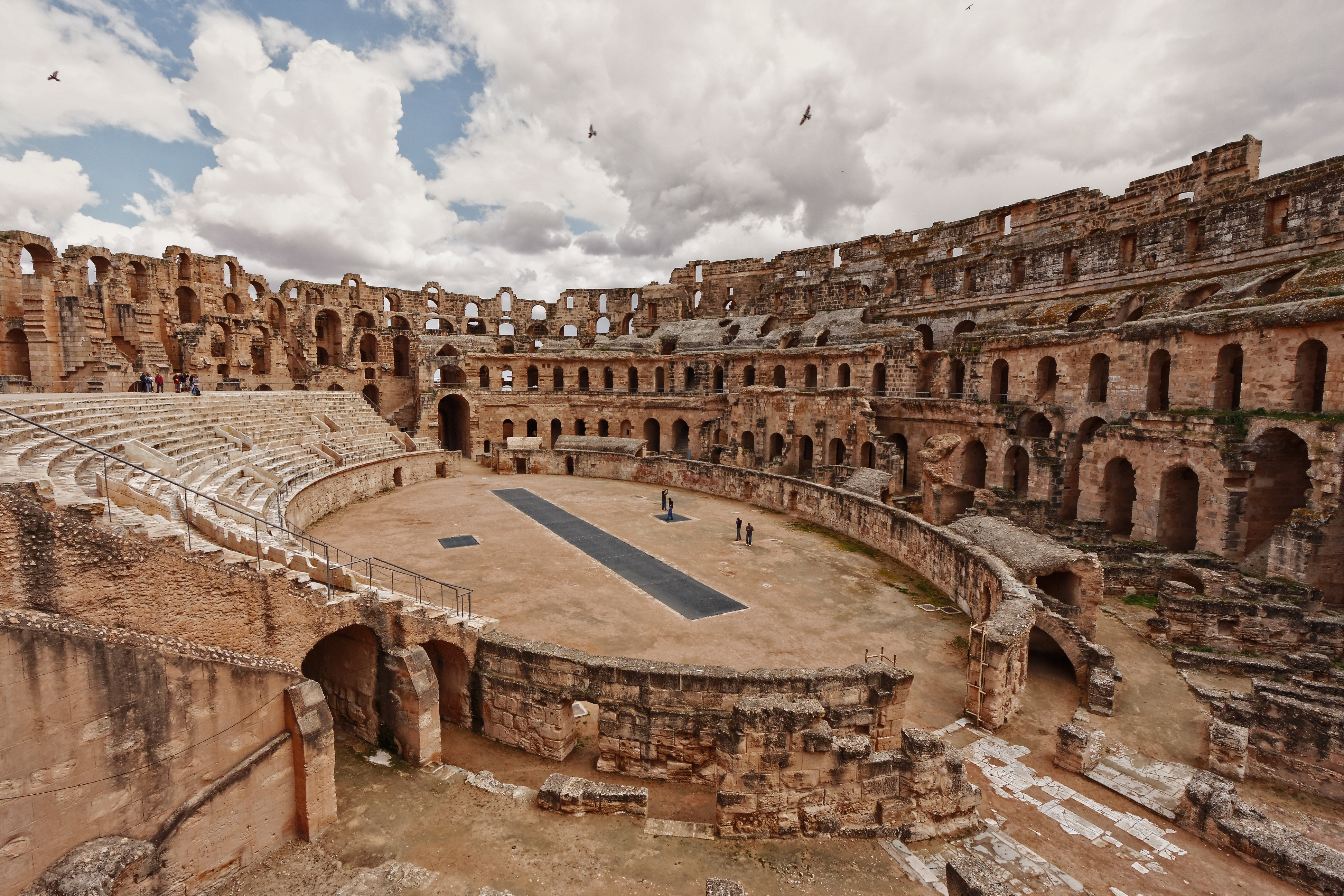
Von innen

Das 238. n. Chr. errichtete Bauwerk ist freistehend, ohne Fundamente und aus Steinblöcken gebaut. Es ist dem Kolosseum in Rom nachempfunden, aber keine exakte Kopie. Die große Achse des Ovals hat eine Länge von 148 Metern, die kleine ist 122 Meter lang. Die Fassade besteht aus drei übereinanderliegenden Arkadenreihen im korinthischen und kompositen Stil. Auf der Innenseite ist ein Großteil der tragenden Infrastruktur für die Sitzreihen erhalten geblieben. Intakt sind auch noch die Wand des Podiums, die Arena und die unterirdischen Gänge.

## Eintragung als Weltkulturerbe
Das Amphitheater von El Djem wurde 1979 aufgrund eines Beschlusses der dritten Sitzung des Welterbekomitees als Kulturerbestätte in die Liste des UNESCO-Welterbes aufgenommen.
Im Jahr 2010 wurde eine Pufferzone mit einer Fläche von 26,42 ha zum Schutz vor modernen Bauten rund um das Amphitheater eingerichtet.
In der Begründung für die Eintragung heißt es u. a.:

„Das Amphitheater von El Djem ist ein herausragendes Zeugnis der römischen Architektur, insbesondere der für Zuschauerveranstaltungen gebauten Monumente in Afrika. … Dieses architektonische und künstlerische Werk, das um 238 n. Chr. errichtet wurde, stellt einen wichtigen Meilenstein im Verständnis der Geschichte des römischen Afrikas dar. Das Amphitheater von El Djem zeugt auch vom Wohlstand der kleinen Stadt Thysdrus (heute El Djem) zur Zeit des Römischen Reiches.“

Die Eintragung erfolgte aufgrund der Kriterien (iv) und (vi).

„(iv): Das Amphitheater von El Djem ist eines der seltenen Monumente seiner Art und einzigartig in Afrika. Es wurde nicht an einem Hang, sondern auf flachem Boden errichtet und wird von einem komplexen Bogensystem gestützt. Das Monument von El Djem ist eines der vollendetsten Beispiele der römischen Architektur eines Amphitheaters und dem des Kolosseums von Rom fast ebenbürtig.“

„(vi): Der Bau eines ausgeklügelten und komplexen Gebäudes in einer weit entfernten Provinz, das für volkstümliche Spektakel konzipiert wurde, ist charakteristisch für die kaiserliche römische Propaganda.“

## Schutz
Das Amphitheater steht unter dem Schutz des Gesetzes 35-1994 „zum Schutz des archäologischen und historischen Erbes und der traditionellen Künste“, sowie eines Dekretes, das die Höhe der Gebäude im Umkreis von 300 Meter auf 5 Meter begrenzt. Verwaltet wird es vom Nationalen Kulturerbeinstitut und einer Agentur, die sich um die kommerzielle Nutzung und Präsentation kümmert.
Das Bauwerk wurde am 26. Januar 1893 mit der Nummer 53-3 in der Liste der tunesischen Kulturdenkmäler (Classement d’immeubles à titre de monuments historiques) aufgenommen.